# アラブ系ブラジル人
アラブ系ブラジル人とはアラブ人の家系に生まれたブラジル出身者のことである。完全に、あるいは一部でもアラブ人の家系にあるとみなすブラジルの人口は800万人から1,000万人に及ぶと推計され、彼等の多くは自身のルーツの背景を20世紀初頭にブラジルに到着したレバノン人やシリア人に辿る。ブラジルのレバノン系人口の、700万人以上の子孫と近年の移民はレバノンの人口よりも多い。今日では、これらアラブ系ブラジル人の内未だに彼等にオリジナルのアラビア語を知り、使用するのはマイノリティだけとなり、彼等の利用する言語の多くはブラジルポルトガル語に移行している。

## 歴史
アラブ人のブラジル移民が始まったのは19世紀末であり、彼等の多くはレバノンから、後にはシリア、ヨルダン、パレスチナ、イラクからもやってきた。ブラジルへのアラブ人移民は20世紀に進展し、サンパウロ州に集中したが、ミナス・ジェライス州やゴイアス州、リオ・デ・ジャネイロ州、そしてその他のブラジル諸地域にもまた拡散した。
初期には、ブラジルの多くのアラブ人移民はキリスト教徒だった。しかしながら、1970年代以降多くのムスリムがレバノン、シリア、パレスチナ、そしてその他のアラブのムスリム諸国から移住し、現在の、多くがスンナ派ムスリムであるブラジルのムスリム人口は約150万人と推計される。ユダヤ系ブラジル人の中にもレバノン、シリア、北アフリカから移住したミズラヒームの子孫が少なくなく、彼等の中にはアメリカ合衆国の歌手/ダンサー、ポーラ・アブドゥルの父であるハリー・アブドゥルもいた。
アラブの文化はブラジルの文化の多くの局面に影響を与えている。ブラジルの大都市では、容易にアラブ食やアラブ料理のレストランを発見することができ、アビーブスというアラブ料理のファストフードチェーンもある。スフィーハやウムス、キビー、タイーナ、タブーレ、アルヴァなどはブラジル人の間でとてもよく知られている。多くのブラジルの中東移民は、広大な国内を放浪し、織物や衣服を売り、新しい市を開く商人として働いている。この経済史は今日、サンパウロを拠点としたアラブ系ブラジル人商工会議の中に見られ、ブラジルのアラブ世界への輸出に対する大きな認識を得ている(参考:  Karam、 John Tofik. 2007. Another Arabesque:  Syrian-Lebanese Ethnicity in Neoliberal Brazil. Philadelphia:  Temple University Press)。
アラブ系ブラジル人はブラジル社会によく統合されている。多くの重要なブラジル人にアラブ系の人物がおり、元サンパウロ市長のパウロ・マルーフや同州知事のジェラルド・アルキミン、芸術家、作家、トップモデルといった人物がいる。

## アラブ系ブラジル人の歴史的図解
| ブラジルのアラブ移民 出典：(IBGE) |           |           |           |           |           |
|                                   | 時期      |           |           |           |           |
| エスニック・グループ              | 1884-1893 | 1894-1903 | 1904-1913 | 1914-1923 | 1924-1933 |
| シリア人とレバノン人              | 96        | 7,124     | 45,803    | 20,400    | 20,400    |

## 著名な人物
- ミシェル・テメル、政治家、ブラジル大統領
- フェルナンド・ガベイラ、 政治家
- ジェラルド・アルキミン、 政治家、元サンパウロ州知事、ブラジル副大統領
- ジルベルト・カサーブ、 政治家、サンパウロ市長
- カルロス・ゴーン、ビジネスマン、元ルノー、日産のCEO
- パウロ・マルーフ、 政治家、元サンパウロ市長、同州知事
- タッソ・ジェレイサッチ、 政治家、元セアラー州知事
- アントニオ・オウアイス、 作家、言語学者
- ダニエラ・サライーバ、 トップモデル
- ルシアナ・ジメネス、 トップモデル、TVエンターテイナー
- マルセレ・ビタール、 トップモデル
- サブリナ・サトー・ラハール、 トップモデル 、TVエンターテイナー
- マル・マデール、 女優
- アディブ・ドミンゴス・ジャハーネ、内科医
- エドモンド・サフラ、 銀行家
- アミール・クリンク、 船員
- マリオ・ザガロ、 サッカー選手、指導者
- トニー・カナーン、 レースカー選手
- カルロス・エッデ、 レバノンの政治家
- アミール・サルマ、 イラクのファッションデザイナー